# ماري كاترين تشيس
ماري كاترين تشيس (بالإنجليزية: Mary Catherine Chase)‏ هي راهبة وكاتبة للأطفال وكاتِبة أمريكية، (ولدت في بيبريل في الولايات المتحدة 1835 – 1905 م).